# Yves Blanc
 (mai 2011).
Si vous disposez d'ouvrages ou d'articles de référence ou si vous connaissez des sites web de qualité traitant du thème abordé ici, merci de compléter l'article en donnant les références utiles à sa vérifiabilité et en les liant à la section « Notes et références ».
Yves Blanc est un écrivain, producteur, journaliste et réalisateur français, originaire de Grenoble. Il produit l’émission de radio La Planète Bleue et la collection de disques du même nom. Il est l'auteur de trois livres et collabore à plusieurs magazines.

## Biographie
Début 1978, trois ans avant la bataille des radios libres, il crée avec Philippe Pourrat l'une des premières radios pirates de France, sur le campus de Grenoble.
En 1986, il lance Fondu Au Noir, une émission hebdomadaire sur les musiques africaines et caribéennes. Jean-François Bizot le repère durant cette période[source secondaire souhaitée] ; le fondateur d'Actuel essaie alors de le débaucher pour le faire venir sur Radio Nova[source secondaire souhaitée].
En 1990, il est engagé par Martin Meissonnier comme journaliste, réalisateur et rédacteur en chef de l'émission Mégamix diffusée sur Arte et Channel 4, ainsi qu'à l'international.
En 1995, Couleur 3 le sollicite pour réfléchir à un programme novateur. Il conçoit La Planète Bleue, le magazine du futur qui sera également diffusé par Radio Nova.
En 2010, Yves Blanc publie son premier roman, Les Guetteurs du passé (Favre), conte futuriste qui met en scène des thèmes développés sur La Planète Bleue[source secondaire souhaitée].

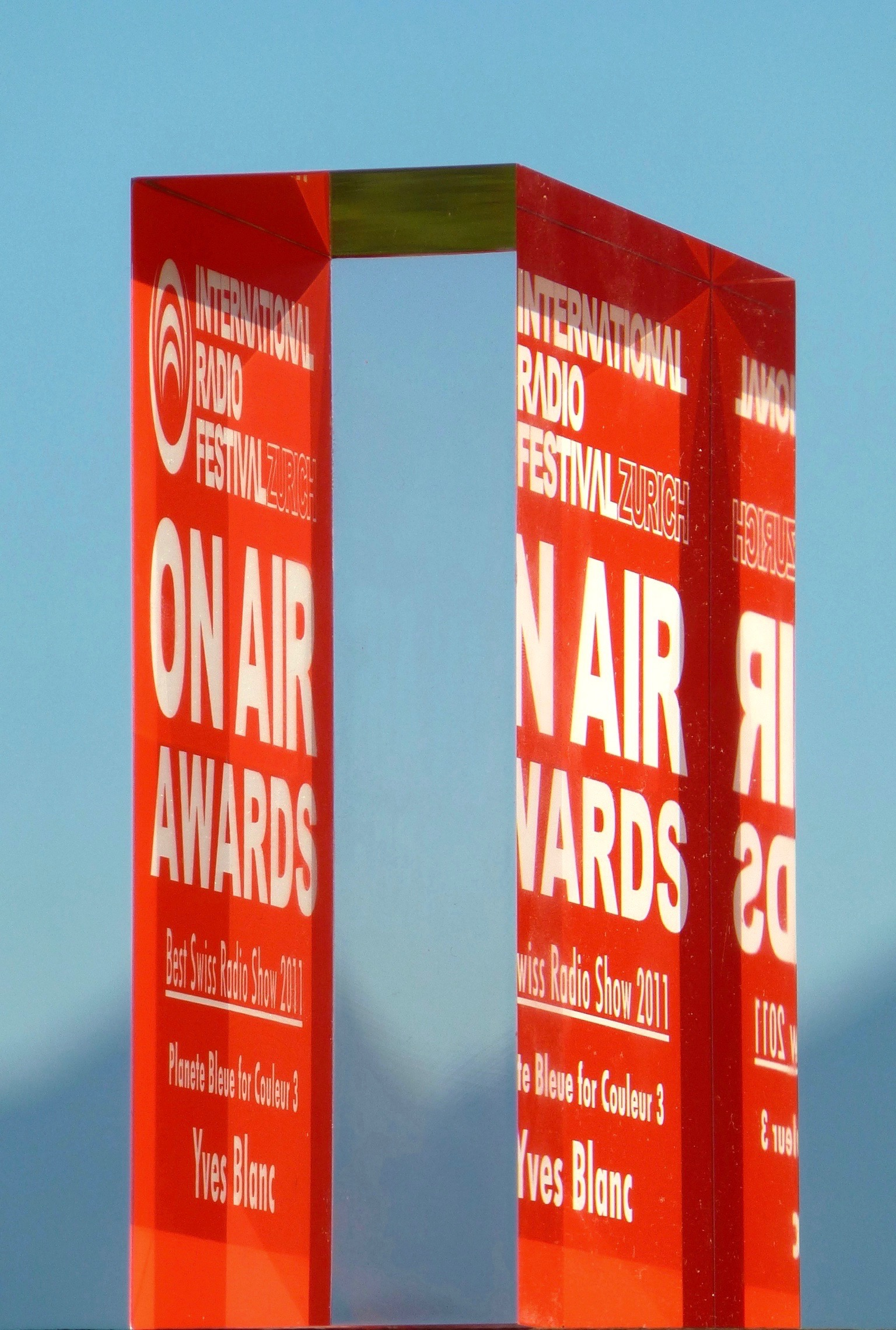
Best Swiss Radio Show 2011

En 2011, à Zurich, il remporte un prix lors de l'International Radio Festival.
En 2017, il publie La Planète Bleue, le livre (Georg), un ouvrage qui dévoile les coulisses de l’émission.
En 2020, il publie son troisième livre, Le Petit Livre bleu, un guide culturel qui évoque le cinéma, les séries, la science-fiction, la BD, les musiques des ailleurs.
Il dirige[source secondaire souhaitée] la collection de disques La Planète Bleue, qui comprend neuf volumes édités.
Il est collaborateur permanent de Sciences et Avenir pendant quinze ans, rédacteur pour une douzaine de revues françaises[réf. nécessaire] (0-Vu, 7 à Paris, Nova Mag, Nouvelles Clés, We Demain, …) et suisses[réf. nécessaire] (PrOfil, Open Mag, 7Sky People...), signe plusieurs biographies (Yello, Amina, Andreas Vollenweider, Deus Ex Machina, Moon Martin...), donne des cours à l'université de Grenoble (conception et réalisation audio), à l'INA (conception et réalisation de magazines élaborés), à l'école interne de Radio France (coloration et rythmique d'antenne, techniques de créativité) et à l'université de la radiophonie à Arles (design audio)[réf. souhaitée].

## Discographie
- 2001 : La Planète Bleue volume 1 (Naïve)
- 2003 : La Planète Bleue volume 2 (Pschent)
- 2005 : La Planète Bleue volume 3 (Label Bleu)
- 2006 : La Planète Bleue volume 4 (Label Bleu)
- 2008 : La Planète Bleue volume 5 (RSR)
- 2010 : La Planète Bleue volume 6 (RSR)
- 2012 : La Planète Bleue volume 7 (RTS/AV World)
- 2014 : La Planète Bleue volume 8 (AV World)
- 2017 : La Planète Bleue volume 9 (Mental Groove)

## Publications
- 2010 : Les Guetteurs du passé (Favre)  (ISBN 978-2-8289-1140-9)
- 2017 : La Planète Bleue, le livre (Georg)  (ISBN 978-2-8257-1058-6)
- 2020 : Le Petit Livre bleu (L’Âge d’Homme)  (ISBN 978-2-8251-4797-9)